# Бурхард VI фон Фалкенщайн
Бурхард VI фон Фалкенщайн (на немски: Burchard VI von Valkenstein; † сл. 12 март 1336) е граф на Фалкенщайн.

## Произход
Той е син на граф Ото IV фон Фалкенщайн-Арнщайн († 1328) и съпругата му Луитгард фон Арнщайн († сл. 1332), дъщеря на граф Албрехт II фон Арнщайн († 1279) и бургграфиня Мехтилд фон Мансфелд-Кверфурт († сл. 1289).
Бурхард VI фон Фалкенщайн се жени за Хедвиг (Хезе) фон Регенщайн († сл. 1331), дъщеря на граф Улрих III фон Регенщайн-Хаймбург († 1322/1323) и принцеса София фон Анхалт-Ашерслебен († сл. 1308).
Брат му граф Фридрих IV фон Фалкенщайн († 1310) се жени за Матилда/Мехтилд фон Регенщайн († 1334), сестра на съпругата му Хедвиг фон Регенщайн. Сестра му Ода фон Фалкенщайн († сл. 1319) се омъжва сл. 1319 г. за граф Албрехт II фон Регенщайн († 1348), брат на Матилда/Мехтилд и съпругата му Хедвиг фон Регенщайн.

## Деца
Бурхард VI фон Фалкенщайн и Хедвиг (Хезе) фон Регенщайн имат една дъщеря:
- Лукард фон Фалкенщайн († сл. 1333), монахиня във Видерщет